# Maison Esselte
La maison Esselte, en suédois Esselte-huset, est un immeuble de bureaux du quartier de Norrmalm à Stockholm. Il est situé aux numéros 14 à 18 de la rue Vasagatan, en face de la gare centrale de la capitale suédoise.

## Histoire

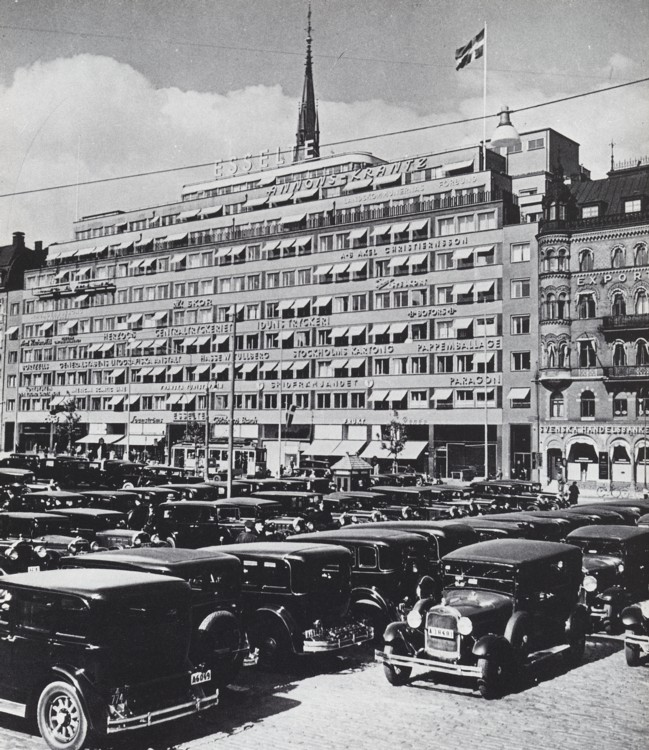
La maison Esselte en 1937.

Construite pendant les années 1928-1934 sur des plans de l'architecte Ivar Tengbom, la maison Esselte est l'un des meilleurs exemples d'architecture fonctionnaliste à Stockholm. Le premier propriétaire des lieux est l'imprimeur Esselte. Les bureaux sont alors situés à l'avant du bâtiment, tandis que les ateliers, qui incluent une imprimerie, donnent sur l'arrière.
Érigé sur le site de l'ancienne imprimerie centrale (centraltryckeriet), le bâtiment comprend neuf étages, les trois derniers formant une structure en escalier en retrait de la façade. Le rez-de-chaussée est occupé par des boutiques. À l'intérieur, on trouve de larges monte-charge et deux cages d'escalier à destination des employés : une pour les femmes, et une pour les hommes (cette ségrégation n'a plus cours aujourd'hui). À l'extérieur, la maison Esselte est caractérisée par ses murs en béton clair et ses longues rangées de fenêtres. De multiples enseignes en néon, aujourd'hui disparues, ont longtemps recouvert les parties murales. Ont également disparu les marquises en toile qui équipaient les fenêtres, et qui avaient aussi pour effet de rompre l'austérité des façades.
Les planchers sont portés par des piliers en béton armé, ce qui permet de modifier facilement la disposition des murs, conformément aux souhaits du maître d'ouvrage. La surface utile atteint presque 50 000 m2, et la construction a coûté 9,8 million de couronnes.
En 1972, la sécurité sociale suédoise se porte acquéreur du bâtiment et entreprend des travaux de rénovation qu'elle délègue au cabinet d'architectes A4 arkitektkontor. Les transformations sont drastiques, seuls les cages d'escalier et les ascenseurs étant conservés dans leur aspect d'origine. Pendant les années 1980, les fenêtres ont été remplacées, et les enseignes lumineuses ont été retirées. En 2005, le bâtiment est passé entre les mains de l'administration des biens immobiliers de l'État suédois (Statens fastighetsverk), mais depuis avril 2008 c'est le groupe immobilier Vasakronan qui en est propriétaire. Le principal locataire reste la sécurité sociale suédoise.
De par l'austérité de son architecture fonctionnaliste, la maison Esselte rappelle beaucoup un autre bâtiment conçu par l'architecte Ivar Tengbom à Stockholm : le citypalatset de la place Norrmalmstorg, construit en 1930-1932.

## Galerie

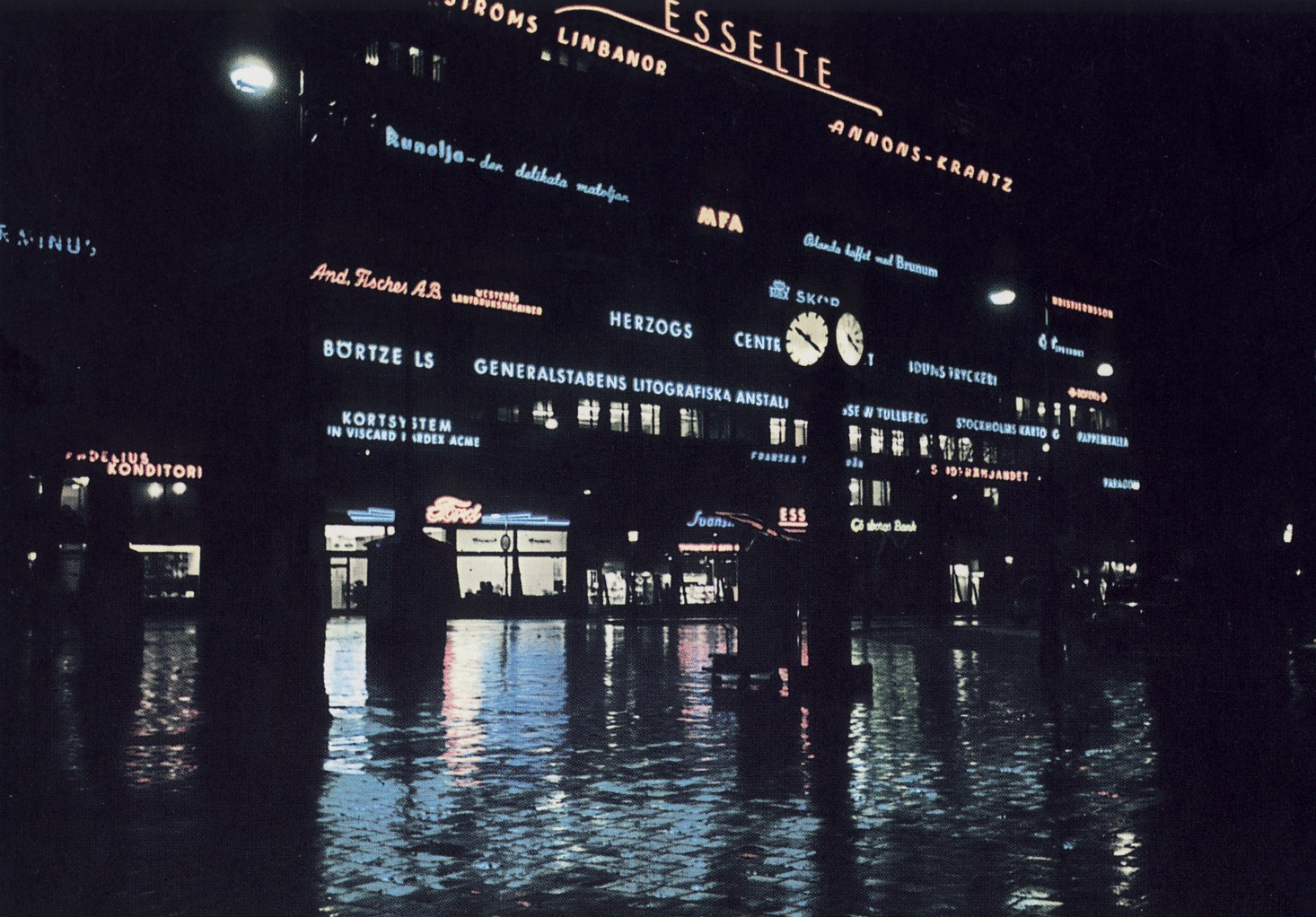
La maison Esselte de nuit, en 1945.
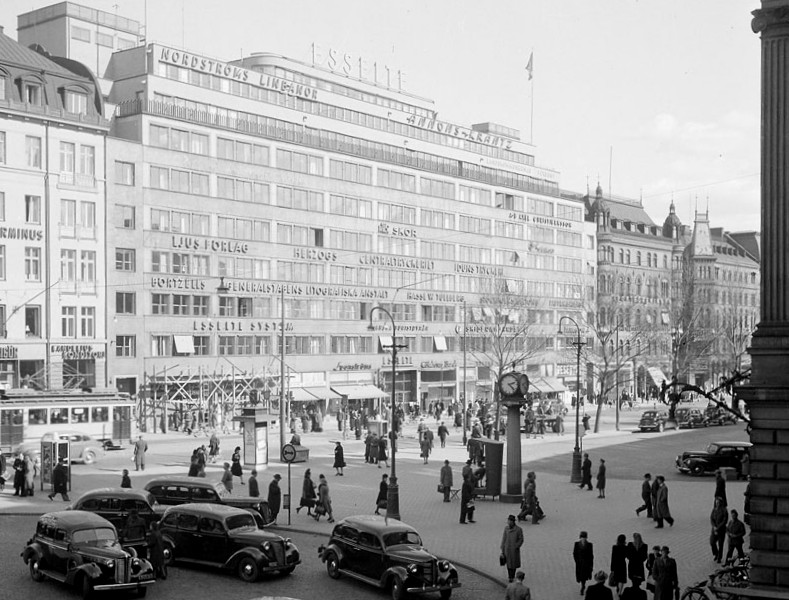
La maison Esselte en 1946.
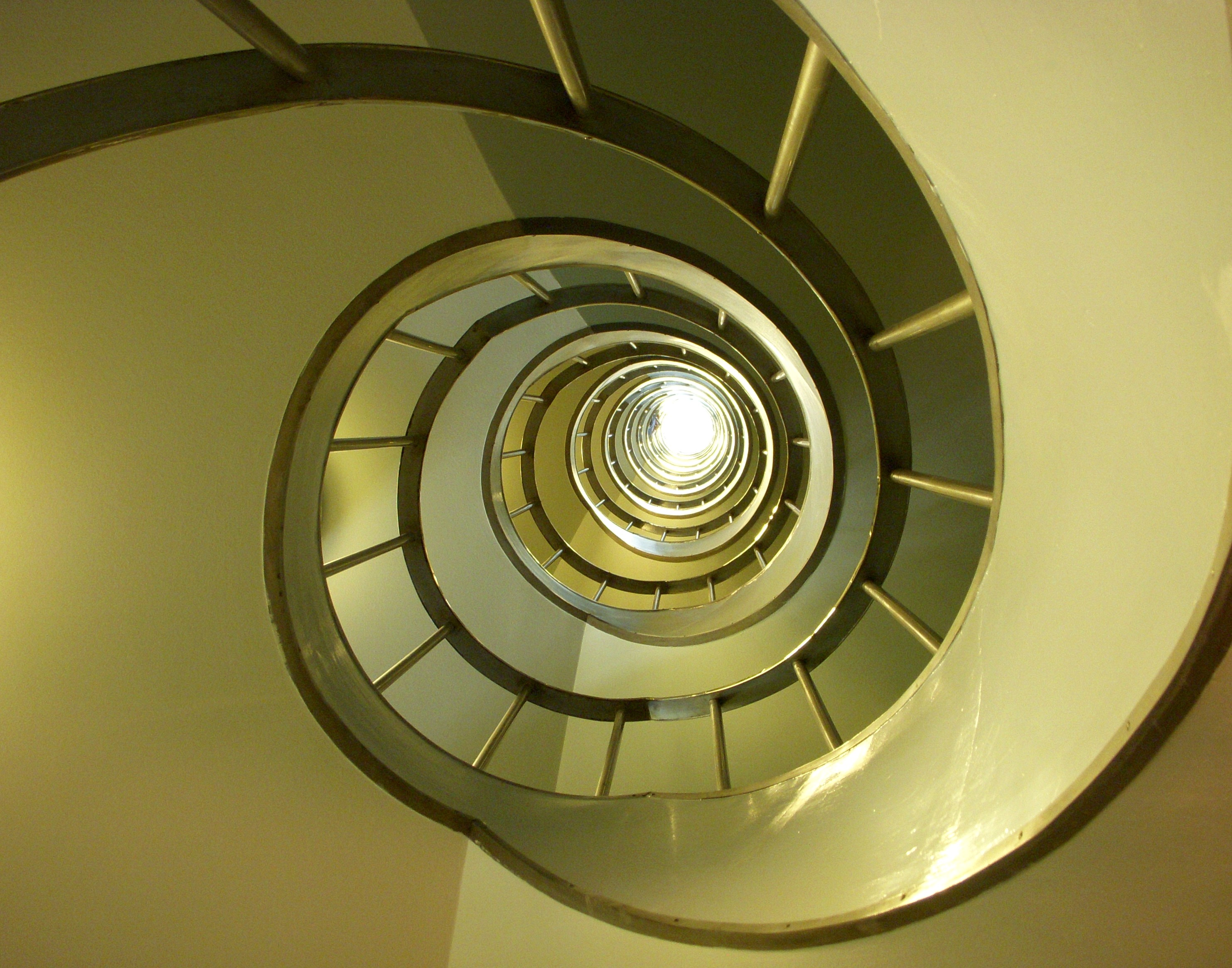
Une cage d'escalier en 2009.
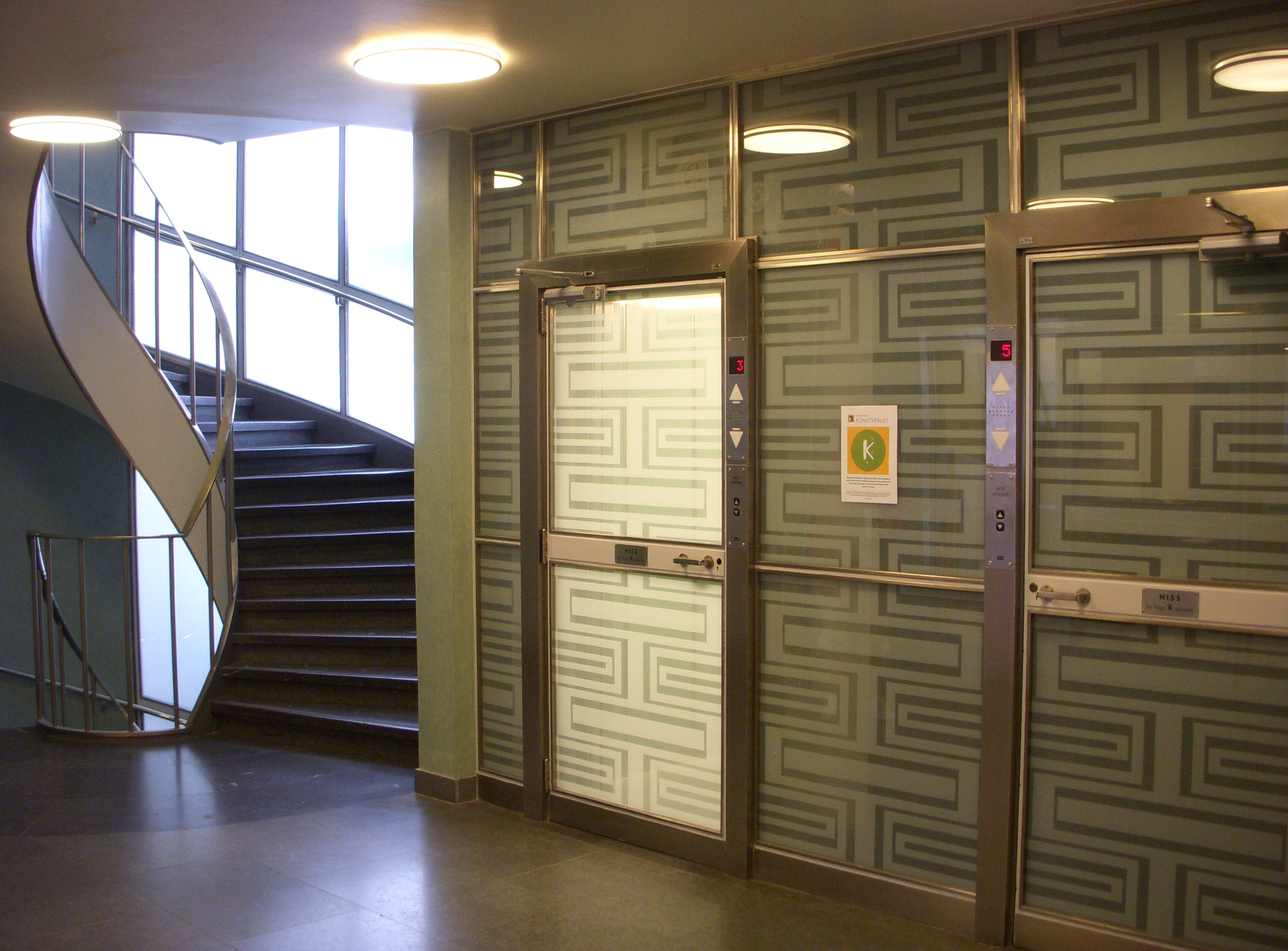
Ascenseur et escalier en 2010.